# Jefferson Barros
Jefferson Barros (Santiago, 13 de setembro de 1942 - Porto Alegre, 10 de junho de 2000) foi um jornalista e crítico de cinema brasileiro. 

## Biografia
Aos 20 anos, já em Porto Alegre, escrevia suas primeiras críticas de cinema no Correio do Povo, além de artigos sobre Gramsci. Entre 1966-67, participou, junto com outros jovens jornalistas gaúchos, da revista Filme 66 e do Jornal de Cinema 
A partir de 1969 começou a trabalhar como jornalista na Folha da Manhã, inicialmente como redator de política estadual e editor de variedades, depois como editor de política internacional. No início dos anos 1970, foi editor de Artes e Espetáculos da revista Veja, para a qual escreveu crítica de cinema. Em televisão, foi editor-chefe do Jornal da Globo. 
Em 1974, de volta ao Rio Grande do Sul, publicou a coluna Plano Geral na Folha da Manhã. Foi correspondente no Rio Grande do Sul do jornal Opinião e ajudou a criar e dirigiu o semanário Informação, primeiramente em Ijuí e mais tarde em Porto Alegre. Faziam parte da redação do jornal o futuro governador Tarso Genro e seu irmão Adelmo Genro Filho. 
Jefferson participou ainda de várias publicações alternativas, com textos sobre política e cultura. Nos anos 1980, foi editor internacional do Jornal do Comércio e voltou a escrever críticas de cinema e teatro, além de uma coluna sobre televisão que manteve em 1988-89 no Estadão. Nos anos 1990 foi assessor parlamentar.
Publicou seis livros, um de teoria política, uma novela, um de crítica de televisão, um de poemas, um ensaio de política econômica e um de história da imprensa. Suas muitas críticas de cinema e teatro, publicadas em vários jornais e revistas brasileiros, permanecem dispersas. 